# Lijst van Stolpersteine in Bergen op Zoom

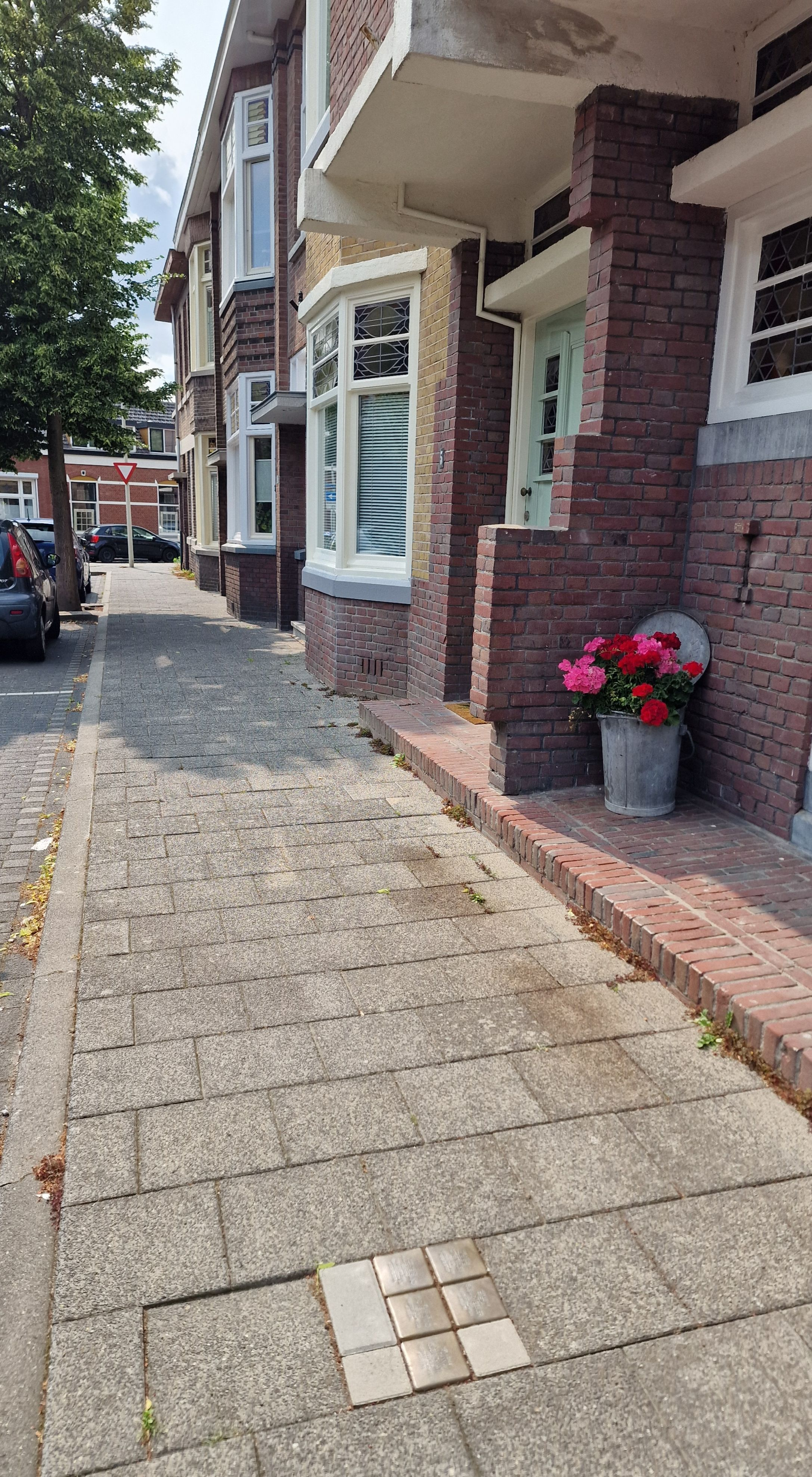
Stolpersteine in Bergen op Zoom voor de familie Süskind

De lijst van Stolpersteine in Bergen op Zoom geeft een overzicht van de gedenkstenen die in de gemeente Bergen op Zoom in de Nederlandse provincie Noord-Brabant zijn geplaatst in het kader van het Stolpersteine-project van de Duitse beeldhouwer-kunstenaar Gunter Demnig.
Stolpersteine zijn opgedragen aan slachtoffers van het nationaalsocialisme, al diegenen die zijn vervolgd, gedeporteerd, vermoord, gedwongen te emigreren of tot zelfmoord gedreven door het nazi-regime. Demnig legt voor elk slachtoffer een aparte steen, meestal voor de laatste zelfgekozen woning.
Omdat het Stolpersteine-project doorloopt, kan deze lijst onvolledig zijn.

## Stolpersteine
In Bergen op Zoom liggen vijf Stolpersteine op een adres.

### Bergen op Zoom
| Afbeelding | Inscriptie                                                                            | Adres                                   | Herdachte persoon                  |
| ---------- | ------------------------------------------------------------------------------------- | --------------------------------------- | ---------------------------------- |
|            | HIER WOONDE AUGUSTE NATT-STRAUSS GEB. 1874 VERMOORD 13-4-1945 THERESIENSTADT          | Burgemeester Mathonstraat 7 Kaart (OSM) | Auguste Natt-Strauss (1874-1945)   |
|            | HIER WOONDE WALTER SÜSKIND GEB. 1906 VERZETSSTRIJDER VERMOORD 28-2-1945 MIDDEN-EUROPA | Burgemeester Mathonstraat 7 Kaart (OSM) | Walter Süskind (1906-1945)         |
|            | HIER WOONDE YVONNE SÜSKIND GEB. 1939 VERMOORD 25-10-1944 AUSCHWITZ                    | Burgemeester Mathonstraat 7 Kaart (OSM) | Yvonne Süskind (1939-1944)         |
|            | HIER WOONDE FRIEDA SÜSKIND-KESSLER GEB. 1885 VERMOORD 25-10-1944 AUSCHWITZ            | Burgemeester Mathonstraat 7 Kaart (OSM) | Frieda Süskind-Kessler (1885-1944) |
|            | HIER WOONDE JOHANNA SÜSKIND-NATT GEB. 1906 VERMOORD 25-10-1944 AUSCHWITZ              | Burgemeester Mathonstraat 7 Kaart (OSM) | Johanna Süskind-Natt (1906-1944)   |

## Data van plaatsingen
- 22 oktober 2024: vijf Stolpersteine op Burgemeester Mathonstraat 7